# Arrondissement d'Arnswalde
L'arrondissement d'Arnswalde est un arrondissement de la province de Brandebourg jusqu'en 1938 puis de la province de Poméranie jusqu'en 1945. Sa zone est placée sous administration polonaise après la Seconde Guerre mondiale et coïncide en grande partie avec l'actuel powiat de Choszczno.

## Histoire

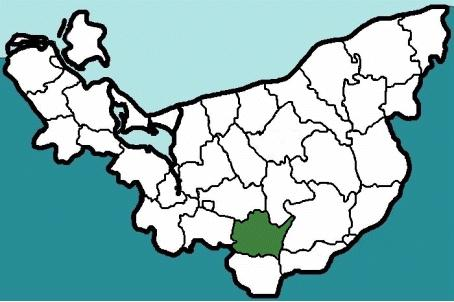
Emplacement en Poméranie

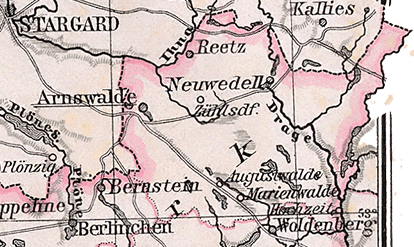
territoire de l'arrondissement en 1905

Le territoire du futur arrondissement d'Arnswalde était sous domination brandebourgeoise depuis le XIIIe siècle. Entre 1401 et 1454, il appartenait à l'Ordre Teutonique. Au cours de la période post-médiévale, la marche de Brandebourg se divisa en arrondissements. L'un de ces arrondissements historiques est l’arrondissement d’Arnswalde, qui constitue l’un des quatre arrondissements ultérieurs de la Nouvelle-Marche.
Dans le cadre de la création des provinces et des districts en Prusse, une réforme des arrondissements a été entreprise dans le district de Francfort en 1816, qui réduisit la taille de l'arrondissement à ceci :
- La ville de Bernstein et ses environs ainsi que les communes de Bärfelde, Krining, Niepölzig, Ruwen, Siede et Tobelhof sont rétrocédées à l'arrondissement de Soldin (de).
- L'exclave de Fürstensee est cédée à l'arrondissement de Pyritz dans la province de Poméranie.
- La ville de Nörenberg et les communes de Blockhaus, Butow, Flackensee, Gabbert, Mellen, Rahnwerder, Groß et Klein Rohrpfuhl, Groß Silber, Klein Spiegel, Wedellsdorff et Zehrten sont remises à l'arrondissement de Saatzig de la province de Poméranie.

Le siège de l'arrondissement est initialement à Neuwedell, puis l'administration de l'arrondissement déménage en 1908 dans la ville d'Arnswalde. En 1938, l'arrondissement d'Arnswalde est intégré dans le district de Posnanie-Prusse-Occidentale (de) et fait donc partie à la province de Poméranie.
Au printemps 1945, l'arrondissement d'Arnswalde est occupé par l'Armée rouge. Après la fin de la guerre, l'arrondissement est placé sous administration polonaise par les forces d'occupation soviétiques à l'été 1945. Dans la période qui suit, la population allemande est expulsée de l'arrondissement.

## Évolution de la démographie
| Année | Habitants | Source |
| ----- | --------- | ------ |
| 1750  | 16 480    | [ 3 ]  |
| 1796  | 23 415    | [ 4 ]  |
| 1816  | 19 183    | [ 5 ]  |
| 1840  | 33 533    | [ 6 ]  |
| 1871  | 42 325    | [ 7 ]  |
| 1885  | 42 336    | [ 8 ]  |
| 1890  | 41 970    | [ 8 ]  |
| 1900  | 42 306    | [ 8 ]  |
| 1910  | 41 168    | [ 8 ]  |
| 1925  | 44 618    | [ 8 ]  |
| 1933  | 44 542    | [ 8 ]  |
| 1939  | 44 064    | [ 8 ]  |

## Administrateurs de l'arrondissement
- 1735–1762 Caspar Martin von der Goltz (de)
- 1762–1769 Hans Christoph Dietloff von der Goltz (de)
- 1769–1795 Christian Ludwig von Sydow (de)
- 1795–1809 Carl Johann Christoph von Dietherdt (de)
- 1809–1841 Achatz von Waldow (de)
- 1841–1846 Kreuzwendedich Emil Hermann von Waldow
- 1846–1884 Wilhelm von Meyer (de)
- 1884–1895 Michael von Meyer
- 1895–1905 Wolf von Gersdorff (de)
- 1905–1919 Heinrich von Meyer
- 1919–1920 Franz Erich Schüler
- 1920–1926 Walter Braun (de)
- 1926–1932 Traugott Bredow (de)
- 1932–1933 Karl Theodor Bleek (de)
- 1933–1935 Erich Gabriel
- 1935–1942 Hans Ulrich von Borcke (de)
- 1942–1943 Hans Koch
- 1943–1945 Jochen-Hilmar von Wuthenau (de)

## Géographie
Le territoire de l'arrondissement se situe dans une moraine terminale vallonnée et englobe la région des lacs d'Arnswalde. À l'est se trouve la lande de Drage couverte de forêts de conifères, qui occupent un tiers de l'arrondissement. Les plus grandes rivières sont la Drage (de) et la Plötzenfließ (pl). La superficie est de 1 265 km2. À partir de 1939, l'arrondissement se trouve dans le centre-sud de la Poméranie. Depuis 1945, l'ancien arrondissement se trouve au sud-ouest de la voïvodie polonaise de Poméranie-Occidentale.

## Économie
Depuis les années 1930, l'arrondissement comprend les villes d'Arnswalde (1939 : 14 000 habitants), Neuwedell (2 711) et Reetz (3 646), 67 communes et un district forestier. Au total, 45 452 personnes vivent dans l'arrondissement en 1939. Ils travaillent principalement dans l'agriculture, qui cultive principalement des betteraves sucrières, des pommes de terre, du seigle et du blé. L'industrie est également étroitement liée à l'agriculture, ainsi qu'aux usines de transformation du bois, aux briqueteries et des usines de calcaire. L'industrie est principalement concentrée dans et autour d'Arnswalde. En 1939, près de 60 % des salariés travaillent dans l'agriculture et la sylviculture.

## Transports
Depuis 1847, la ligne de la société de chemin de fer Stargard-Posnanie (de) traverse l'arrondissement et désert également Arnswalde. Ce n'est qu'une cinquantaine d'années plus tard que des chemins de fer secondaires y bifurquent : À partir de 1895, la ligne de chemin de fer de l'État mène à Kallies, où aboutit déjà en 1888 une ligne de Deutsch Krone, qui continue en 1895 en direction de Stargard et dessert quelques communes au nord de l'arrondissement
En 1898, la société de chemin de fer Stargard-Küstrin (de) ouvre sa ligne Arnswalde-Berlinchen.

## Politique
De 1903 à 1918, la circonscription d'Arnswalde-Friedeberg est la seule des régions orientales de l'Empire allemand à avoir un représentant du Parti allemand de la réforme antisémite, Wilhelm Bruhn, au Reichstag. Lors de l'élection du Reichstag de mars 1933, le NSDAP obtient 63 % (44), le SPD 16 % (18), les ressortissants allemands 15 % (8) et le KPD 4 % (12) (entre parenthèses dans tout le Reich, le reste étant des partis dissidents).

## Districts de bureau

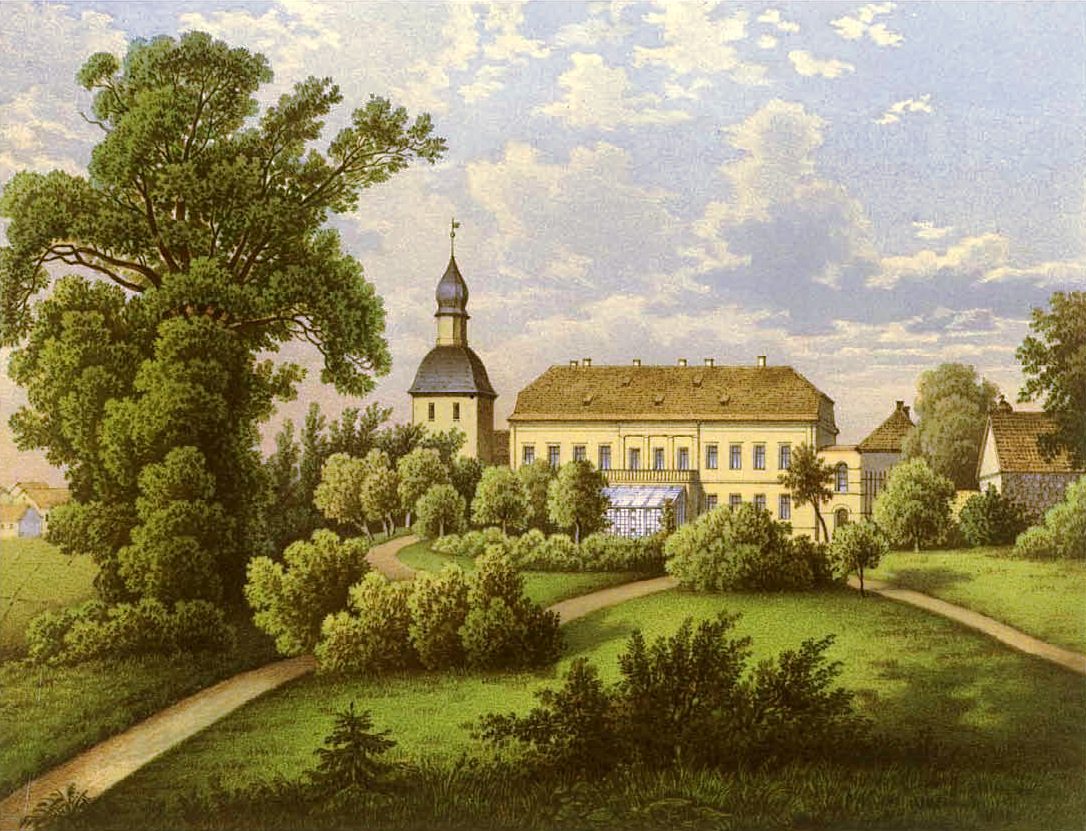
Manoir de Pammin vers 1860, Collection Alexander Duncker

En 1932, il y avait 22 districts de bureau (de) dans l'arrondissement d'Arnswalde :
| - Arnswalder Heide - Berkenbrügge - Bernsee - Fürstenau - Granow - Hochzeit - Kürtow - Marienwalde - Mienken - Pammin - Radun | - Regenthin - Regenthiner Forst - Sammenthin - Schwachenwalde - Schwachenwalder Forstrevier - Sellnow - Silberberg - Spechtsdorf - Steinberg - Steinbusch - Zühlsdorf |

## Villes, communes et districts de domaine
Depuis les années 1930, l'arrondissement d'Arnswalde est organisé comme suit :

### Villes
- Arnswalde
- Neuwedell
- Reetz Nm.

### Communes
| - Alt Klücken - Althütte - Augustwalde - Berkenbrügge - Bernsee - Bußberg - Diebelbruch - Friedenau - Fürstenau - Glambeck - Granow - Göhren - Hagelfelde - Hassendorf - Heidekavel - Helpe - Hertelsaue | - Hitzdorf - Hochzeit - Jägersburg - Kietz (1938 zu Reetz) - Klein Silber - Klosterfelde - Kranzin - Kratznick - Kölpin - Kölzig - Kürtow - Langenfuhr - Lenzenbruch - Liebenow - Lämmersdorf - Marienwalde - Marzelle | - Mienken - Mürbenfelde - Nantikow - Nemischhof - Neu Klücken - Neu Stüdnitz - Pammin - Plagow - Raakow - Radun - Regenthin - Reierort - Rietzig - Rohrbeck - Röstenberg - Sammenthin - Schlagenthin | - Schwachenwalde - Schwerinsfeld - Schönfeld - Sellnow - Silberberg - Sophienhof - Spechtsdorf - Steinberg - Steinbusch - Stolzenfelde - Syringe - Wardin - Wiesenwerder - Zatten - Zühlsdorf - Zägensdorf |

Le district de domaine non constitué en commune de Forst Arnswalder Heide fait partie également de l'arorndissement.

## Personnalités liées à l'arrondissement
- Wilhelm Fliess (1858-1928), médecin né à Arnswalde.